# P. J. 히긴스

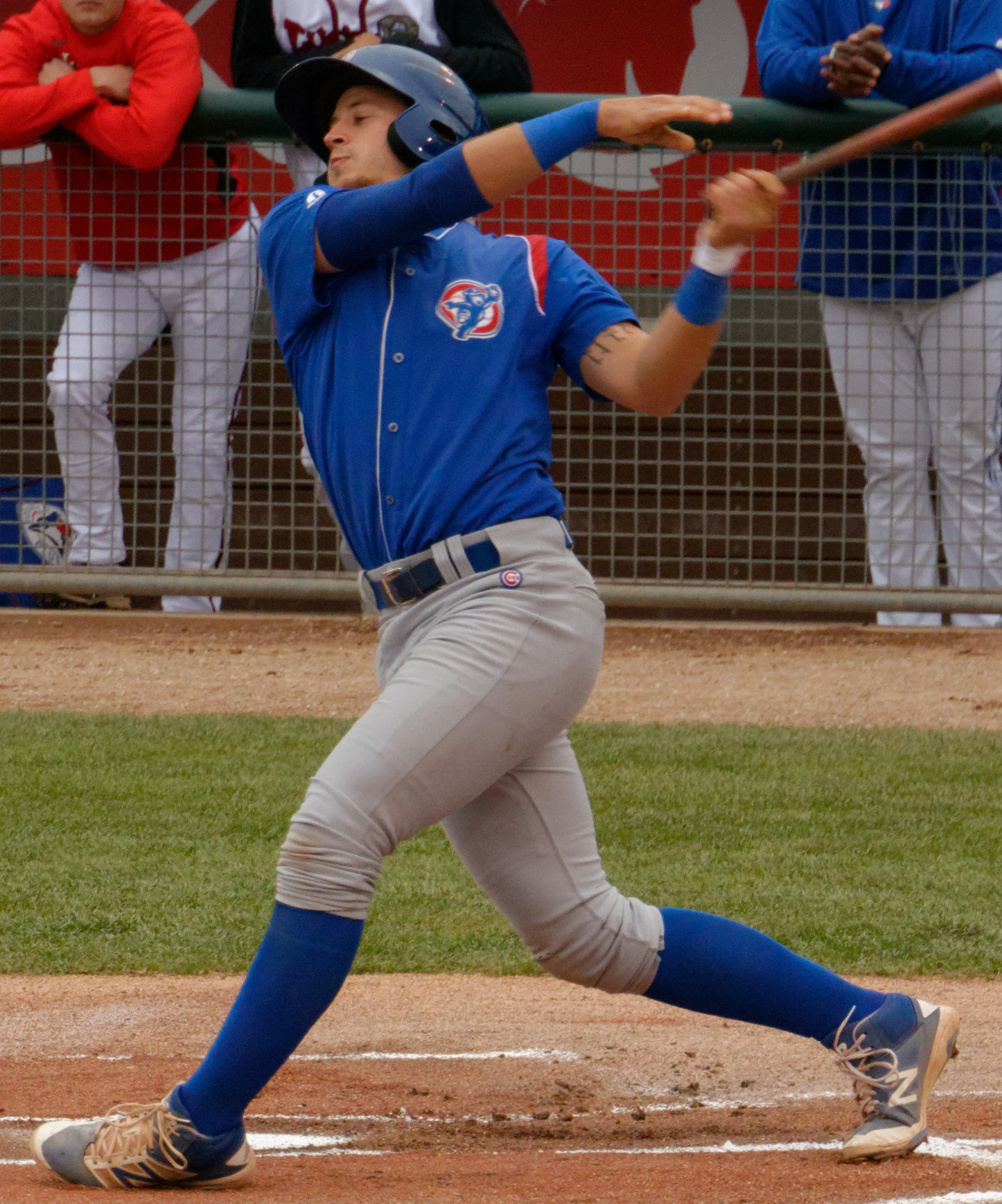
2016년 모습

P. J. 히긴스(P. J. Higgins, 본명: 패트릭 제임스 히긴스, Patrick James Higgins, 1993년 5월 10일 ~ )는 미국 프로 야구 포수이자 신시내티 레즈의 1루수이다. 메이저 리그 베이스볼(MLB) 시카고 컵스에서 뛰었다. 올드 도미니언 대학교에서 2015년 메이저 리그 베이스볼 드래프트 12라운드에 컵스에 지명되었다.

## 어린 시절
히긴스는 코네티컷에서 태어나고 자랐으며 월링포드에서 자랐다. 히긴스는 라이먼 홀 고등학교에 다녔고 2011년에 졸업했다. 계속해서 올드 도미니언 대학교에 다니고 NCAA 디비전 1 야구에 참가했다.